# Gerasim Zakov

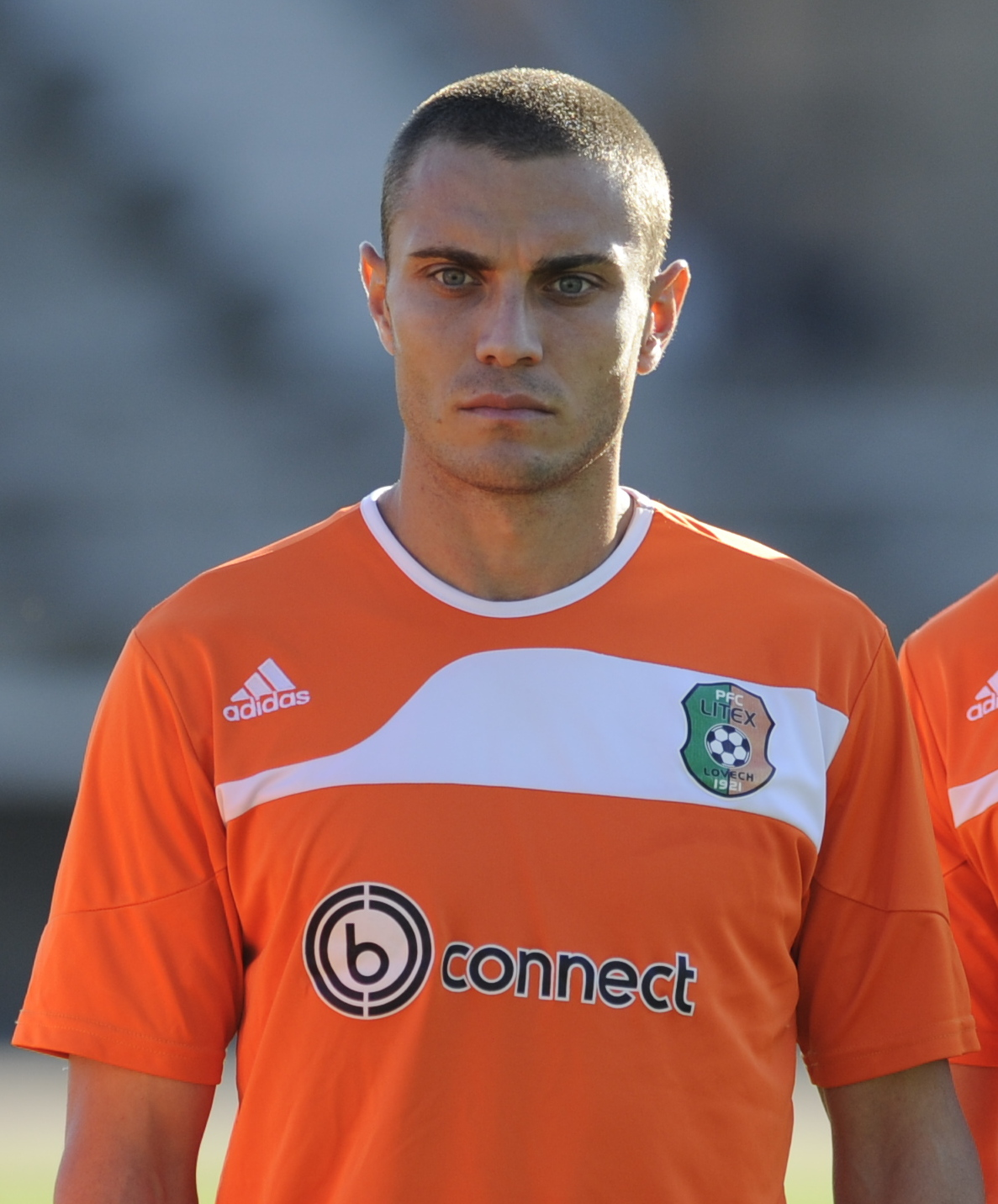

Gerasim Zakov (Bulgaars: Герасим Заков) (Blagoevgrad, 7 september 1984) is een Bulgaars voetballer die bij voorkeur als aanvaller speelt. Hij verruilde in januari 2015 PAO Varda FC voor Sisaket FC. Zakov speelde tussen 2003 en 2005 vijftien wedstrijden in Bulgarije -21, waarvoor hij twee keer scoorde.

## Carrière
- 1994-1999: Pirin Blagoëvgrad
- 2001-2003: CSKA Sofia
- 2003-2004: Vidima-Rakovski Sevlievo
- 2004-2005: CSKA Sofia
- 2005-2006: FC Conegliano German
- 2006-2008: Beroe Stara Zagora
- 2008-2009: Lokomotiv Plovdiv
- 2009-2010: Tsjerno More Varna
- 2010-2011: Vidima-Rakovski Sevlievo
- 2011-2012: Kaliakra Kavarna
- 2012-2013: Litex Lovetsj
- 2013: Chengdu Blades
- 2013: Neftochimic Burgas 1986
- 2014: FC Bansko
- 2014-2015: PAO Varda FC
- 2015-....: Sisaket FC